# Cerro Ceferino
El Cerro Ceferino, también conocido como Cerro del Amor, es una elevación de 320 m s. n. m. perteneciente al Sistema de Ventania, en la provincia de Buenos Aires, Argentina. 

## Ubicación
Se encuentra en el partido de Coronel Suárez, a sus faldas se encuentra las villas turísticas de Villa Arcadia y Sierra de la Ventana.
- Datos: Q5762918